# Heinz Arno Knorr
Heinz Arno Knorr (* 9. Juni 1909 in Kiel; † 22. Oktober 1996 in Halle (Saale)) war ein deutscher Prähistoriker, der sich vor allem um die Erforschung der materiellen Hinterlassenschaften der Slawen verdient gemacht hatte.

## Leben und Leistungen
Heinz Arno Knorr wuchs in Hannover und Berlin auf, legte 1929 sein Abitur ab und begann im selben Jahr an der Universität Berlin mit dem Studium der Ur- und Frühgeschichte, das er 1934 – einschließlich eines Abstechers an die Universität Prag – mit der Promotion abschloss. Seine Dissertation hatte den Titel Die Einteilung und Datierung der slavischen Keramik zwischen Elbe und Oder auf Grund der Münzgefäße. Doktorvater war Wilhelm Unverzagt, Zweitgutachter Walther Vogel. Schon 1933 war Knorr in die SA eingetreten. Zwischen Februar 1935 und März 1938 war er als Stipendiat, dann Assistent der Deutschen Gemeinschaft zur Erhaltung und Förderung der Forschung an der Berliner Universität sowie an der Universität Heidelberg tätig. Am 30. November 1937 beantragte er die Aufnahme in die NSDAP und wurde rückwirkend zum 1. Mai desselben Jahres aufgenommen (Mitgliedsnummer 5.918.971). 1940 wurde er wissenschaftlicher Mitarbeiter des Landesamtes für Vorgeschichte der Provinz Brandenburg. Noch im selben Jahr wurde er einberufen und war bis 1945 Kriegsteilnehmer. Er nahm am Deutsch-Sowjetischen Krieg teil und wurde dabei mehrfach ausgezeichnet. Ihm wurde 1941 die Medaille Winterschlacht im Osten 1941/42, 1943 das Eiserne Kreuz II. Klasse, 1944 das Eiserne Kreuz I. Klasse sowie das Pionierabzeichen verliehen. Nach drei Wochen in amerikanischer Kriegsgefangenschaft wurde er entlassen und war zunächst Landarbeiter. Während des Krieges verlor Knorr seine kompletten wissenschaftlichen Unterlagen.
Nach dem Krieg wurde Knorr Referent für das Museumswesen am Ministerium für Volksbildung des Landes Sachsen-Anhalt. 1947 trat er in die SED ein. 1950 wurde er Direktor der Staatlichen Galerie Moritzburg in Halle sowie Landesmuseumspfleger. 1951 bis 1954 war Knorr Leiter der Landesfachkommission der Natur- und Heimatfreunde. 1954 wurde er Direktor der Zentralen Fachstelle für Heimatmuseen beim Ministerium für Kultur, 1957 Lehrbeauftragter für Urgeschichte, Museumskunde sowie Kulturgeschichte an der Universität Halle. Von 1958 bis 1961 war er zudem Chefredakteur der Zeitschrift Neue Museumskunde. Seit Juli 1961 war Knorr in indirekter Nachfolge Gerhard Mildenbergers mit der Wahrnehmung einer Professur für Ur- und Frühgeschichte sowie Museumskunde an der Universität Leipzig betraut. Von 1965 bis 1967 war er Prodekan für Forschung der Philosophischen Fakultät, von 1966 bis 1974 zusätzlich Direktor des Instituts für Vor- und Frühgeschichte, nachdem er dieses schon kommissarisch seit 1963 gewesen war, und von 1969 bis zu seiner Emeritierung 1974 außerordentlicher Professor für Ur- und Frühgeschichte an der Sektion Geschichte der Universität. Erst 1979 wurde seine Nachfolgerin Edith Hoffmann Professorin.
Knorr gehörte in der DDR vielen musealen Gremien an, mehrere Museen wurden auf seine Initiative hin gegründet. Seit 1959 war er Mitglied des wissenschaftlichen Beirates für das wissenschaftliche Museumswesen und der Deutschen Historiker-Gesellschaft (später: Historiker-Gesellschaft der DDR), seit 1965 des Nationalkomitees für Ur- und Frühgeschichte bei der Akademie der Wissenschaften der DDR. Er wurde mehrfach in der DDR ausgezeichnet, am bedeutendsten waren hier die 1962 verliehene Johannes-R.-Becher-Medaille sowie die 1974 verliehene Ehrennadel der Karl-Marx-Universität Leipzig. Wissenschaftlich befasste er sich insbesondere mit der slawischen Kultur.

## Schriften (Auswahl)
- Die slawische Keramik zwischen Elbe und Oder. Einteilung und Zeitansetzung auf Grund der Münzgefäße. Mit einem kurzen Abriß der frühmittelalterlichen Keramik. Kabitzsch, Leipzig 1937 (Mannus-Bücherei, Band 58)
- Inventarisation und Sammlung in den Heimatmuseen. Fachstelle für Heimatmuseen, Halle (Saale) 1958 (Fachlich-methodische Anleitungen für die Arbeit in den Heimatmuseen, Heft 1958)
- Aufbau historischer Ausstellungen in den Museen. Fachstelle für Heimatmuseen, Halle (Saale) 1960 (Fachlich-methodische Anleitungen für die Arbeit in den Heimatmuseen, 1960 Heft 2)
- Herausgeber: Handbuch der Museen und wissenschaftlichen Sammlungen in der Deutschen Demokratischen Republik. Fachstelle für Heimatmuseen beim Ministerium für Kultur, Halle (Saale) 1963
- Redaktion: Probleme des frühen Mittelalters in archäologischer und historischer Sicht. 3. Tagung der Fachgruppe Ur- und Frühgeschichte der Deutschen Historiker-Gesellschaft vom 13. – 16. April 1964 in Leipzig. Akademie, Berlin 1966